# Castelo Clément de Ardèche

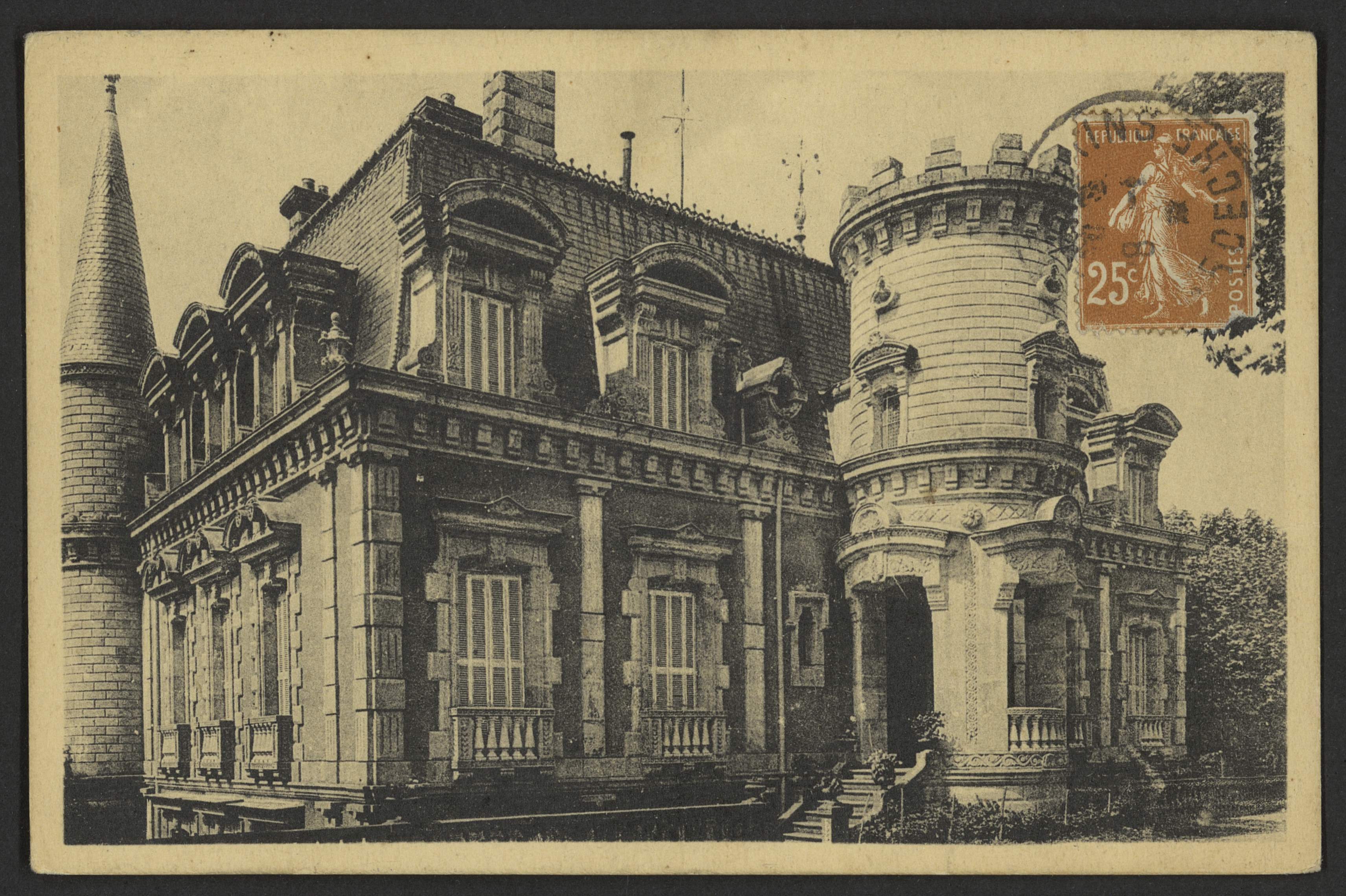
Châteaux Ardèche

A mansão Clément está localizado na comuna de Vals-les-Bains, no departamento de Ardèche. 

## História
O Château Clément foi construído em 1870 para ser a residência de Auguste Clément, cofundador da Société Générale des Eaux de Vals; anteriormente era chamado de La Châtaigneraie. Requisitados durante a Segunda Guerra Mundial, um estabelecimento de internamento administrativo, Vincent Auriol e Marcel Dassault, entre outros, foram presos lá. Após a guerra, o prédio tornou-se um acampamento de verão, de propriedade da empresa IBM. Hoje o castelo foi convertido em hotel de luxo, quartos e restaurante, é propriedade da família Rojon desde 2004.

## Arquitetura
O castelo foi construído em 1577 e posteriormente remodelado no final do século XIX  num estilo recreativo. O edifício com mansarda tem dois pisos ladeados por torres duplas de vigia e uma torre com ameias nas traseiras. O interior inclui uma majestosa escadaria em nogueira de "dupla revolução" (double révolution), piso em parquet de carvalho claro, madeira entalhada, tetos em caixotões, incrustações de mármore, sedas.